# 디지털 트랜스포메이션
디지털 트랜스포메이션(Digital Transformation, DT 또는 DX)는 디지털의 이해 보다 변화에 대응하기 위한 ‘트랜스포메이션’의 의지가 무엇보다 중요하다. ‘트랜스포메이션(Transformation)’은 사전적인 의미는 변환, 변신 이지만 또 다른 의미로 ‘형질전환(形質轉換)’ 이라는 의미도 가지고 있다. 형질전환은 ‘외부로부터 주어진 DNA에 의하여 생물의 유전적인 성질이 변화는 일’ 이라는 것이다. 디지털시대에 트랜스포메이션 은 디지털이라는 변화의 DNA를 기업에 이식시켜 기업의 겉과 속 모두를 근본적으로 바꾸는 것을 말한다. 여기서 무엇보다 중요한 것은 겉과 속 모두를 디지털로 전환하는 것이다. 겉에만 화려하게 인공지능, 빅데이터, 사물인터넷 등의 디지털 기술로 치장하고 겉치레 하는 것은 디지털트랜스포메이션이 아니다. 기업의 조직, 프로세스, 운영관리 등 기업내부의 일하는 방식도 디지털에 대응할 수 있게 근본적으로 모두 탈바꿈 시켜야 진정한 디지털트랜스포메이션 이라고 할 수 있다.
글로벌 컨설팅 및 주요 IT기업들은 디지털트랜스포메이션을 크게 두가지로 정의하고 접근하고 있다. 첫번째는 기존 기업 경영전략의 변화로 디지털변화에 기존과 다른 방식으로 기업의 경영환경 및 기반을 확보하고 대응해야 한다는 것이다. 두번째는 디지털기반의 비즈니스모델 구축으로 디지털변화에 새로운 고객 가치를 기반으로 새로운 비즈니스모델을 창출해야 한다는 것이다.
즉 디지털트랜스포메이션(Digital Transformation) 은 ‘디지털적인 모든 것으로 인해 발생하는 다양한 변화에 디지털기반으로 기업의 전략, 조직, 프로세스, 문화, 커뮤니케이션, 시스템, 가치사슬, 비즈니스모델을 근본적으로 변화시키는 경영전략’이다.
정리해보면 디지털기술의 확산으로 기존과 다른 새로운 고객, 새로운 프로세스, 새로운 경쟁의 변화(Change)가 일어나고 있다. 이러한 상황에 기업들은 디지털변화에 대응하기 위한 기존과 다른 방식으로 조직, 프로세스, 가치사슬, 비즈니스모델을 탈바꿈(Transformation) 시키기 위한 노력을 통해 디지털화 된 기업으로 재탄생(Creation)하는 것이 디지털트랜스포메이션이다.

## 같이 보기
- 교육공학
- 전자의무기록
- 온라인 쇼핑
- 공급사슬
- 부동산